# Чернілівський-Сокол Микола Іванович
Мико́ла Іва́нович Черні́лівський-Со́кол (27 серпня 1881 — 26 листопада 1936, Китай) — військовий діяч часів УНР та Української Держави, контрадмірал, начальник штабу Чорноморського флоту Української Держави.
Нагороди: орден Св. Георгія 4-го ст. (23.02.1904), орден Св. Станіслава 3-го ст. (06.12.1906), орден Св. Анни 3-го ст. (06.12.1909), орден Св. Володимира 4-го ст. (25.04.1916), Георгіївська зброя (05.09.1916).

## Біографічні відомості

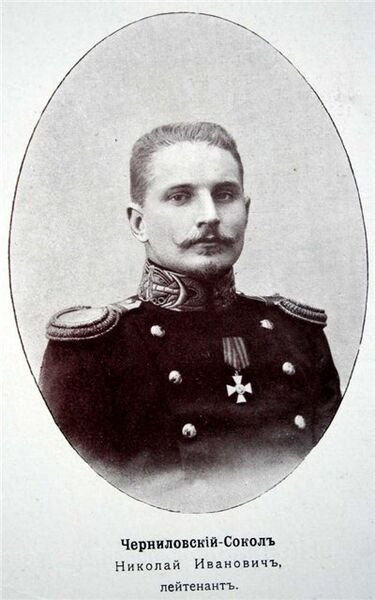

Микола Іванович Чернілівський-Сокол народився 27 серпня 1881 року. Походив з давнього українського шляхетського роду.
Батько — Іван Семенович (1838 р.н.) — шляхтич Київської губернії. Закінчив Миколаївське інженерне училище та Санкт-Петербурзький електротехнічний інститут. Був офіцером 6-го саперного батальйону, брав участь у ряді експедицій з освоєння Сибіру.
Миколу Чернілівського-Сокола у віці 14 років було зараховано у Морський Кадетський корпус, який він 1901 року закінчив із золотою медаллю.
6 травня 1901 року — мічман, зарахований до 11-го флотського екіпажу Балтійського флоту. 19 липня — наказом Головного Командиру Кронштадтського порту призначений ревізором на новий крейсер «Варяг».
Пройшовши через три океани, крейсер весною 1902 року прибув до Порт-Артура (базу Тихоокеанської ескадри). Протягом 1903 року, з дипломатичними місіями відвідав порти Кореї, Японії, Китаю.
Разом з командою крейсеру «Варяг», Чернілівський-Сокол пройшов героїчний та трагічний шлях початку Російсько-японської війни. 27 січня 1904 року японська ескадра забракувала порт де знаходився крейсер та канонерський човен «Кореєць». Відповідно до наказу командира крейсера, капітана I рангу Руднєва, мічман Чернілівский-Сокол підготував корабель до вибуху. Було прийнято рішення — вийти з порту й прийняти бій. Японська ескадра складалася з 6 крейсерів та 8 міноносців. Сили були нерівні, однак на сигнали «здатися» з боку крейсера відповіді не надійшло. Під час майже півторагодинного бою на крейсері було пошкоджено 15 % артилерії, вбито 31 чоловік, поранено 38 % команди. На японських кораблях було вбито понад 30 чоловік, потонув від прямого попадання один міноносець, інший отримав суттєве пошкодження. Три крейсери з пошкодженнями було відправлено на ремонт, один з них — «Такачихо» затонув.
Витримавши бій та повернувшись до порту Чепульпо, на крейсері «Варяг» було прийнято рішення затопити корабель. З Китаю команди крейсера «Варяг» та човна «Кореєць» було переправлено до Одеси. За проявлений героїзм Миколу Чернілівського-Сокола було нагороджено орденом Св. Георгія 4 ступеня.
З Одеси команди кораблів на пароплаві «Святой Николай» було відправлено у Севастополь, де їх 9 квітня 1904 року зустрічали, як герої, салютом ескадри.
Мічман повернувся на Балтійський флот, де навчався на Мінних офіцерських класах, які закінчив у квітні 1905 року. Отримав чин лейтенанта та став мінним офіцером 2 розряду.
13 вересня 1906 року Георгієвского кавалера було прикомандировано до Морського кадетського корпусу. 11 вересня 1907 року призначено Молодшим окремим керівником Морського корпусу.
1907 року Чернілівський-Сокол одружився з Людмилою Миколаївною Воєводською, дочкою Державного Секретаря російського імператора Миколи Аркадійовича Воєводського (сина племінника Павла Нахімова) та баронеси Марії Штейнгель.
1909 року — Флагманський мінний офіцер Штабу Керівника загону кораблів для плавання з корабельними гардемаринами. 6 грудня 1910 — старший лейтенант.
1 серпня 1911 року — Старший окремий керівник Морського корпусу.
1912 року померла його дружина. Через декілька місяців після смерті першої дружини, одружився з її сестрою — Марією Миколаївною Воєводською.
6 грудня 1913 року — капітан 2 рангу.
14 квітня 1914 року Чернілівського-Сокола перевели на Чорноморський флот та призначили старшим офіцером на крейсер «Кагул» (колишній «Очаків»).
Перша світова війна розпочалась на Чорному морі 29 жовтня 1914 року, коли турецькі кораблі атакували основі бази флоту та поставили міни на Севастопольському рейді та у Керченській протоці. Наприкінці жовтня лінкор «Ростислав» та крейсер «Кагул» під прикриттям основних сил флоту провели бомбардування порту та вугільних районів Зангулдака — єдиного місця добичи вугілля в Туреччині.
В ніч з 4 на 5 листопада ескадра у складі лінкорів «Євстафий», «Три Святителя», «Ростислав», крейсерів «Пам'ять Меркурія», «Кагул», допоміжного крейсера «Алмаз» та ескадрених міноносців побилзу мису Сарич вступила в бій з німецько-турецькими крейсерами «Селим» («Гебен») та «Міділі» («Бреслау»). Брав участь у інших військовий операціях та бойових діях під час Першої Світової війни.
В Севастополі до Чернілівського-Сокола прийшла нова трагедія — загинула його друга дружина Марія Миколаївна.
Всі сили він віддав флоту. Крейсер постійно знаходився у бойових операціях: розвідка ворожих комунікацій, операції по мінуванню та обстрілі турецьких портів. 1915 року — нагороджений орденом Св. Анни II ступеню, у серпні 1916 року — Георгіївської зброєю.
3 травня 1916 року — командир ескадреного міноносця «Дерзкий». Також 1916 року він був призначений керівником загонів та засобів для боротьби з підводними човнами. Цей підрозділ було сформовано влітку 1915 року, в зв'язку з появу у Чорному морі німецьких субмарин.
До складу нового підрозділу, на середину 1917 року, входили дивізіон сторожових кораблів (31 катер), дивізіон мережевих загороджувачів (8 кораблів), Бонове депо Чорного моря, Севастопольський мінний батальйон. До складу загонів та засобів з боротьби з підводними човнами входили також суда-бази, майстерні з ремонту кораблів та виготовлення протичовнових засобів. Капітан II рангу Чернілівський-Сокол відповідав за оборону проти підводних човнів всіх портів Чорноморського узбережжя.
Після Лютневої революції значно актуалізувався національно-визвольний рух українців на Чорноморському флоті. Провідником українського руху стала рада Української чорноморської громади. У квітні 1917 року майже на всіх кораблях Чорноморської флоти вже існували українські корабельні ради, так само як у сухопутних частинах Севастопольської морської фортеці та на повітрофлоті.
Микола Чернілівського-Сокола підтримував процеси українізації на Чорноморському флоті, був одним з провідників руху офіцерів-демократів. Протягом 1917 року моряки-чорноморці активно виступали на підтримку УНР та звертались до Центральної Ради з вимогою рішучих дій по українізації Чорноморського флоту та створенню Українських військово-морських сил.
28 липня 1917 року — капітан 1 рангу. У серпні — призначений керівником Чорноморської Повітряної дивізії. Дивізія складалась з підрозділу корабельної авіації, 9-ти повітряних загонів, що базувалися на станціях Бухта Нахімова, Кругла бухта, Євпаторії, Ак-Мечеть, Одеси, Батумі та восьми повітряних постах. До складу повітряних загонів входило 152 літаки (в основному М-9). Майстерні по складанню літаків знаходились у Кілен-бухті, тут же був й штаб дивізії.
12 жовтня 1917 року на відзначення українізації трьох кораблів Балтійського флоту: крейсера «Светлана» та ескадрених міноносців «Україна» та «Гайдамак» — на всіх кораблях та установах Чорноморського Флоту, на один день, було піднято національні українські прапори та стеньгові сигнали «Хай живе вільна Україна».
14 січня 1918 року Центральна Рада прийняла «Тимчасовий Закон про український державний флот», відповідно до якого: «Російський Чорноморський флот… проголошується флотом Української Народної Республіки…» та «Українська Народна Республіка переймає на себе всі зобов'язання російського уряду щодо Чорноморського флоту й щодо утримання флоту й портів». Весь Чорноморський флот юридично увійшов до складу Військово-морських сил УНР.
Проте, на початку 1918 року більшовики окупували ненадовго південь України та Севастополь. У лютому збільшовизовані матроси та «делегати Балтики» (а насправді агенти ЧК) влаштували у Севастополі та на всьому півдні Україні кривавий терор. За січень-лютий 1918 року загинуло декілька тисяч офіцерів Чорноморського флоту.
Проте Брестський мир змусив більшовиків забратися з України.
22 квітня 1918 року командувач Чорноморського Флоту контрадмірал Михайло Саблін наказом по флоту оголосив, що «всі судна, портове майно, які знаходяться у портах Криму, є власністю Української Народної Республіки. А тому наказую скрізь, де треба, підняти українські прапори».
Наприкінці квітня Крим було звільнено загонами Запорізької дивізії армії УНР під керівництвом полковника Петра Болбочана. Проте, через стратегічні прорахунки Центральної Ради під час укладання мирного договору у Бресті, Крим не було включено до складу УНР. Німецьке командування наполягало на виході українських військ з Криму.
Коли німецькі війська зайняли Бахчисарай і підходили до Севастополя, 28 квітня 1918 року для переговорів з німецьким командуванням до Сімферополя була направлена делегація Центрофлоту і Севастопольської Ради, яку очолили провідні українські військовики — начальник Підводної бригади контрадмірал В'ячеслав Клочковський, начальник севастопольської фортеці Михайло Остроградський-Апостол та капітан 1 рангу Чернілівський-Сокол. Проте, погодившись прийняти письмові пропозиції командування флотом, Командувач німецьких військ в Криму генерал фон Кош заявив, буде вести перемовини лише з командувачем флотом.
29 квітня, за наказом Михайла Сабліна, майже всі кораблі, установи, порти та фортеці Чорноморського флоту підняли український прапор.
Однак вже 30 квітня, через провокацію більшовиків, частина флоту виходить до Новоросійська. Більшість кораблів залишилась у Севастополі. В той же час, у Києві, було проголошено створення Українська Держава Української Держави.
Командувачем Чорноморським Флотом було призначено Михайла Остроградського. Всі кораблі, що залишились у Севастополі увійшли до складу Військово-морських сил Української Держави.
Проте, німецьке командування розцінило вихід частини кораблів до Новоросійська як порушення Берестейського мирної угоди, й тимчасового інтернували військові кораблі.
Одночасно, після проголошення Гетьманату, досить суттєво активізувалась робота по створенню Військово-морського флоту Української Держави. Протягом всього 1918 року уряд Гетьмана Скоропадського приділяв багато уваги побудові міцного боєздатного військового флоту.
Чернілівського-Сокола було призначено керівником штабу Командувача Чорноморського флоту. Наказом Гетьмана йому було присвоєно звання контрадмірал.
10 червня 1918 р. на посаду Командувача Чорноморського Флоту та представника Гетьмана у Криму Павло Скоропадський призначив контрадмірала В'ячеслава Клочковського. В результаті переговорів, на українських кораблях було знову піднято національні прапори, проте вони залишаються під частковим німецьким контролем.
У жовтні 1918 року всі кораблі колишнього імператорського флоту було повернуто до складу військово-морських сил України.
Проте наприкінці 1918 року, після антигетьманського перевороту у Києві та окупації півдня України військами Антанти, Чорноморський флот було захоплено англо-французькими «союзниками».
У грудні 1918 року Микола Іванович залишився керівником штабу Чорноморського флоту, але тепер паралельно вже діяв штаб Кримського білогвардійського уряду під орудою адмірала В. Каніна. Всі боєздатні кораблі «союзники» вивели під своїми прапорами до Константинополя. А у складі білого Чорноморського флоту залишились лише судна, що потребували ремонту та берегова інфраструктура.
У березні 1919 року Чернілівського-Сокола було призначено керівником департаменту забезпечення флоту. Виїхавши у службових справах до Одеси, він опинився на території окупованій більшовиками. За іншими джерелами — у квітні виїхав до Константинополя.
Перебравшись до Сибіру, у вересні 1919 він був зарахований до складу морських сил Східного фронту адмірала Олександра Колчака, у званні контрадмірал. Після важких боїв з більшовиками, разом з армію, відступає до Владивостоку.
З лютого 1920 року — Командуючий Сибірською флотилією. До складу флотилії входило 10 міноносців, 2 тральщики, 5 посильних суден та декілька катерів. Але через брак палива та боєприпасів, флот майже бездіяв. До того ж, тихоокеанське узбережжя знаходилось під контролем японських ВМС.
1921 року одночасно займав посади командира портів, директора маяків та лоцій Тихого океану, командира Владивостокського порту. Підтимував контакти з українським рухом Зеленої України.
Після приходу до влади в Далекосхідній республіці Спірідона Меркулова, 26 травня 1921 року — був звільнений з почади командувача флотом.
З 26 липня 1921 року перебував у резерві чинів при штабі Сибірської флотилії.
1922 року під час евакуації білогвардійського уряду залишився у Владивостоці. Був призначений керівником Морських сил Далекосхідної республіки.
Після остаточної окупації більшовиками Далекого Сходу, приєднання його до РСФСР та початку червоного терору емігрував у Китай.
Останні роки мешкав у Тянцзіні. Помер 26 листопада 1936 року.